# Craspedoxantha unimaculata
Craspedoxantha unimaculata är en tvåvingeart som beskrevs av Mario Bezzi 1924. Craspedoxantha unimaculata ingår i släktet Craspedoxantha och familjen borrflugor. Inga underarter finns listade i Catalogue of Life.